# Université Franklin Pierce

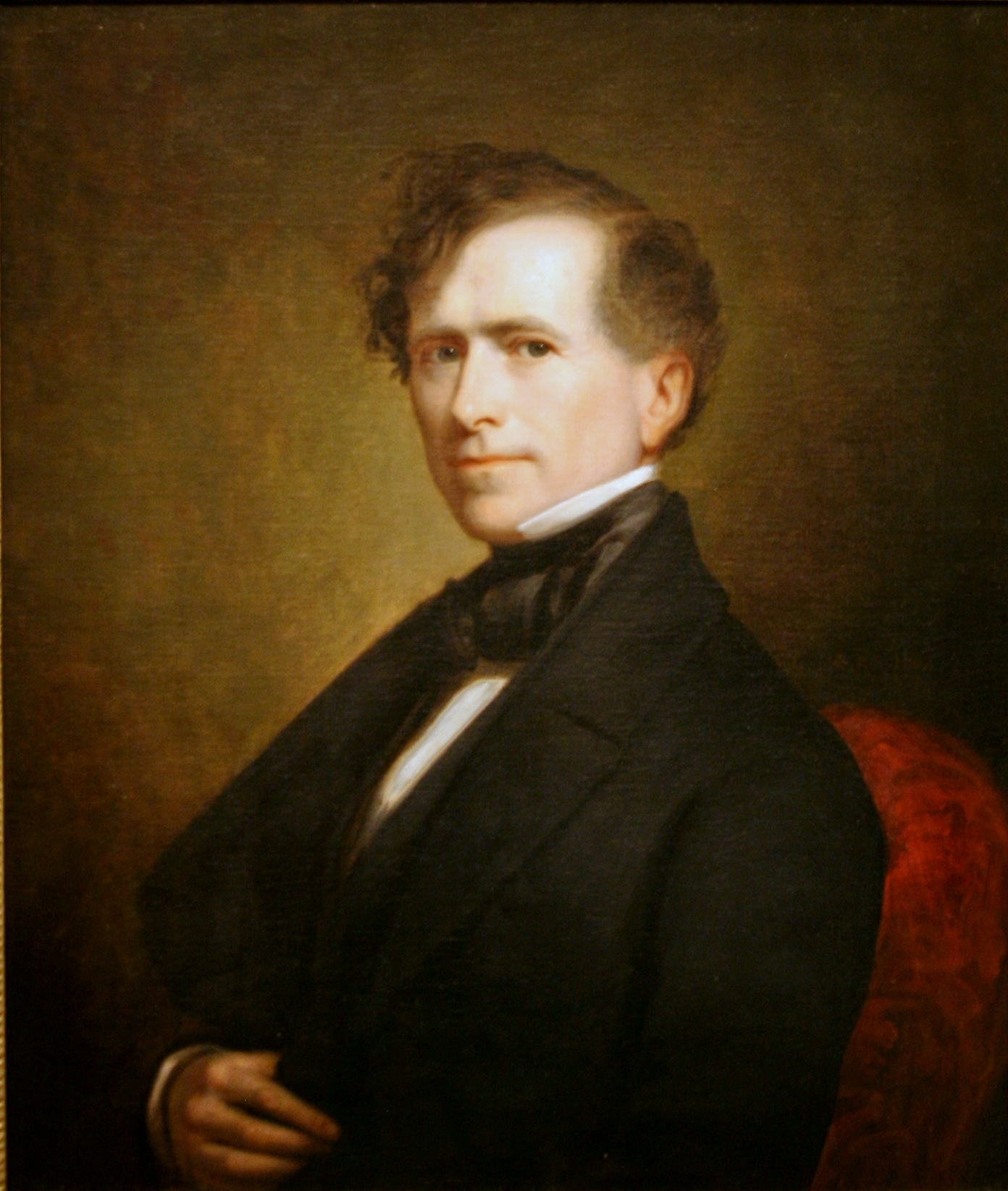
Franklin Pierce, 14e président des États-Unis.

L'université Franklin Pierce (en anglais : Franklin Pierce University) est une université privée américaine située à Rindge dans le New Hampshire.

## Historique
Fondé en 1962 sous le nom Franklin Pierce College, l'établissement porte le nom de Franklin Pierce, le 14e président des États-Unis.

## Source
- (en) Cet article est partiellement ou en totalité issu de l’article de Wikipédia en anglais intitulé « Franklin Pierce University » (voir la liste des auteurs).